# 柴田睦陸
柴田 睦陸（しばた むつむ、1913年（大正2年）3月23日 - 1988年（昭和63年）2月19日）は、昭和期の日本の声楽家（テノール）・歌手・オペラ歌手・翻訳家（訳詞家）・音楽教育者・音楽評論家。二期会の創立者の一人であり「生みの親」。妻は声楽家の柴田喜代子。別名宗近明または宗近昭。

## 経歴
岡山県児島郡興除村（現在の岡山市南区）出身。上京以前に秋吉宗鎮、東京音楽学校で薗田誠一、ヘルマン・ヴーハープフェニッヒ、クラウス・プリングスハイムに師事。
在学中の1935年（昭和10年）ポリドール・レコードから宗近明として歌手デビュー。『上海リル』、『セントルイス・ブルース』などを吹き込む。
その後ビクターレコードに移籍し、本名の柴田睦陸で、『国民進軍歌』、『ラ・クンパルシータ』、『出せ一億の底力』、『朝』、『朝だ元気で』、『大東亜決戦の歌』など、流行歌、国民歌謡、軍歌などを多数吹き込む。一方で、クラシック音楽のテノール歌手としての活動も行なった。その後、1942年（昭和17年）1月応召（浜松飛行隊－台湾）。
1946年（昭和21年）3月復員後はビクターレコードの歌手に復帰するが、1946年（昭和21年）11月に長門美保歌劇研究所 プッチーニ『蝶々夫人』ピンカートンでオペラデビュー。オペラへ傾倒していき、1949年（昭和24年）12月（あるいは翌1950年1月）にはオペラ研究部（あるいは「東京芸術大学歌劇研究部」）（後の二期会）の部長になる。1952年（昭和27年）にはソプラノの三宅春惠、アルトの川崎靜子、バリトンの中山悌一を合わせた4人（全員ビクターレコード専属だったため『ビクター4人組』といわれた）を中心に、志を同じくする12名の声楽家と、事務局の河内正三とともに、17名で新たなオペラ団体の創設に向かう。「先人のオペラ活動を第1期に自らは第2期の中心として気概を新たに」という趣旨から「二期会」と命名し、1952年（昭和27年）2月15日に結成披露・基金募集の「ヴォーカル・コンサート」を行なった。プログラムには、2月現在の二期会会員として以下の16人の声楽家の名前が記されている。三宅春恵、大熊文子、朝倉万紀子、柴田喜代子、荒牧規子、川崎靜子、佐々木成子、木下保、柴田睦陸、渡邊高之助、中山悌一、秋元清一（秋元雅一朗）、関忠亮、石津憲一、畑中良輔、伊藤亘行。同年2月25日から28日にかけて、日比谷公会堂でプッチーニ『ラ・ボエーム』をマンフレート・グルリット指揮の東京交響楽団演奏で初演する。この際の歌詞は宗近昭名義の訳詞による日本語の口語訳で行われ、柴田は主役ロドルフォを歌っている（木下保とのダブルキャスト）。
以後、生涯にわたり二期会の中心人物として活動した。宗近昭としては訳詞を手掛け、オペラの日本語上演の定番となったものが多い。柴田睦陸としては歌手としてオペラの舞台に立ちながら、演出、歌唱指導、指揮、制作、プロデューサー、総監督、総指揮等も数多く務めている。
また、音楽教育者として幾多の後進を指導・育成するとともに、二期会にとどまらず多岐にわたる楽界活動と旺盛な評論活動を展開した。とりわけ発声法について論じ、日本声楽発声楽会の発起人および会長を務め、2015年（平成27年）においてもなお影響を及ぼしている。戦後の日本の声楽界において多大な貢献をした人物である。
1988年（昭和63年）2月19日、東京の病院で、肝不全で死去。74歳没。死去後、正四位に叙せられた。

## 上京以前のエピソード
上京以前、歌手になる夢を両親に猛反対され、宝物のベートーヴェンの彫刻１つを握りしめ家を飛び出した。当時の声楽の師である秋吉宗鎮のもとに身を寄せ、草むしりなどの家事の手伝いをしながら住み込みで声楽の指導を受けていたという。

## 受章・受位歴
- 1977年（昭和52年）紫綬褒章
- 1985年（昭和60年）勲三等旭日中綬章
- 1988年（昭和63年）正四位

## オペラ出演
昭和音楽大学オペラ情報センターの記録による。
- 1937年10月 東京音樂學校學友会 カール・マリア・フォン・ウェーバー『自由射手』（コンサート形式）マツクス[15]
- 1939年12月 新交響楽団 ベートーヴェン『フィデリオ』（コンサート形式）ヤッキーノ[16][17]
- 1940年2月 新交響楽団 ビゼー『カルメン』（コンサート形式）ラメンダード[18]
- 1941年6月 東京音樂學校 モーツァルト『フィガロの結婚』（コンサート形式）バジリオ、ドン・クルチオオ[19]
- 1941年12月 新交響楽団 モーツァルト『フィガロの結婚』（コンサート形式）バジリオ、ドン・クルツィオ[20]
- 1946年11月 長門美保歌劇研究所 プッチーニ『蝶々夫人』ピンカートン[7]
- 1947年9月 長門美保歌劇研究所 カール・マリア・フォン・ウェーバー『魔彈の射手』マツクス[21]
- 1950年1月 関西交響樂團 マスカーニ『カヴァレリァ・ルスチカナ』（コンサート形式）トゥリドウ[22]
- 1950年6月 藤原歌劇團 プッチーニ『トスカ』マリオ・カヴアラドツシ[23]
- 1950年8月 藤原歌劇団 プッチーニ『トスカ』マリオ・カヴアラドツシ[24]
- 1950年9月 - 10月 藤原歌劇團 グランドオペラ プッチーニ『マダム・バタフライ』ベンジヤミン・フランクリン・ピンカートン[25]
- 1950年11月 関西オペラ ビゼー『カルメン』ホセ[26]
- 1951年1月 東宝交響樂團 ビゼー『カルメン』ドン・ホセ[27]
- 1951年2月 藤原歌劇団 ビゼー『カルメン』ドン・ホセ[28]
- 1951年5月 - 6月 藤原歌劇團 ヴェルディ『アイーダ』ラダメス[29]
- 1951年6月 藤原歌劇團 ビゼー『カルメン』ドン・ホセ[30]
- 1951年7月 関西オペラ プッチーニ『お蝶夫人』ピンカートン[31]
- 1951年10月 藤原歌劇團 ヴェルディ『アイーダ』ラダメス[32]
- 1951年11月 - 12月 東京芸術大学歌劇研究部 ベルリオーズ『ファウストの劫罰』ファウスト[33]
- 1951年12月 藤原歌劇団 ビゼー『カルメン』ドン・ホセ[34]
- 1952年1月 - 2月 藤原歌劇團 團伊玖磨『夕鶴』與へう[35]
- 1952年2月 二期会 プッチーニ『ラ・ボエーム』ロドルフオ[10]
- 1952年5月 藤原歌劇團 ワーグナー『タンホイザー』タイトル・ロール[36]
- 1952年7月 東京芸術大学歌劇研究部 ベルリオーズ『ファウストの劫罰』（コンサート形式）ファウスト[37]
- 1952年10月 藤原歌劇団 團伊玖磨『夕鶴』与へう[38]
- 1952年11月 - 12月 東京芸術大学 藤原歌劇団 長門美保歌劇団 二期会 東京オペラ協会 関西オペラグループ モーツァルト『フィガロの結婚』バジリオ[39][40][41]
- 1953年1月 關西オペラ ビゼー『カルメン』ドン・ホセ[42]
- 1953年5月 二期会 フロトー『マルタ』ライオネル[43]
- 1953年6月 藤原歌劇團 二期會 東京ヴォーカル・グループ ヴェルディ『リゴレット』マントウア伯爵[44]
- 1953年7月 二期會 モーツァルト『フィガロの結婚』バジリオ[45]
- 1953年10月 - 11月 二期会 ヴェルディ『オテロ』タイトル・ロール、ロデリーゴ[46]
- 1953年11月 - 12月 二期会 フロトー『マルタ』ライオネル[47][48][49]
- 1953年12月 二期會 ヴェルディ『椿姫』アルフレッド[50]
- 1954年2月 二期會 ビゼー『カルメン』ドン・ホセ[51]
- 1954年5月 - 6月 日本樂劇協会 二期会 山田耕筰『黒船』領事[52]
- 1954年7月 二期会 ブリテン『ルクリーシア』語り手（男声）[53]
- 1954年10月 - 11月 二期会 モーツァルト『コシ・ファン・トゥッテ－浮気だめし－』フェランド[54]
- 1954年12月 二期会 モーツァルト『コシ・ファン・トゥッテ』フエランド[55]
- 1955年1月 二期會 清水脩『修善寺物語』源左金吾頼家[56]
- 1955年2月 二期會 ビゼー『カルメン』ホセ[57]
- 1955年3月 大阪勤労者音楽協議会 團伊玖磨『ききみみずきん』藤六[58]
- 1955年9月 NHK交響楽団 スメタナ『売られた花嫁』ハンス[59]
- 1955年10月 - 11月 藤原歌劇団 二期会 江口・宮舞踊団 團伊玖磨『ききみみずきん』藤六[60]
- 1955年11月 武智鉄二 芝祐久『マンドリンを弾く男』タイトル・ロール[61]
- 1956年3月 二期会 モーツァルト『フィガロの結婚』バジリオ[62]
- 1956年4月 - 6月 二期会 モーツァルト『フィガロの結婚』バジリオ[63]
- 1956年7月 - 8月 二期会 ブリテン『ピーター・グライムズ』タイトル・ロール[64]
- 1956年10月 - 11月 文部省芸術祭執行委員会 東京都教育委員会 都民劇場 リヒャルト・シュトラウス『薔薇の騎士』（日本初演）歌手[65]
- 1956年11月 二期会 ビゼー『カルメン』ホセ[66]
- 1956年11月 - 12月 二期会 モーツァルト『フィガロの結婚』バジリオ[67]
- 1957年1月 二期会 ビゼー『カルメン』ドン・ホセ[68]
- 1957年6月 - 7月 二期会 モーツァルト『ドン・ジョヴァンニ』ドン・オッタヴィオ[69]
- 1957年11月 - 12月 二期会 ヨハン・シュトラウス2世『蝙蝠』アルフレッド[70]
- 1957年12月 - 1958年1月 二期会 プッチーニ『お蝶夫人』ピンカートン[71][72]
- 1958年5月 大阪国際芸術祭 團伊玖磨『ききみみ頭巾』藤六[73]
- 1958年10月 - 11月 二期会 ロッシーニ『セヴィラの理髪師』アルマヴィーヴァ伯爵[74]
- 1958年11月 - 12月 京都市交響楽団 二期会 モーツァルト『フィガロの結婚』バジリオ[75]
- 1958年12月 二期会 モーツァルト『フィガロの結婚』バジリオ[76]
- 1959年1月 二期会 モーツァルト『フィガロの結婚』バジリオ[77]
- 1959年6月 二期会 カール・マリア・フォン・ウェーバー『魔弾の射手』マックス[78]
- 1959年8月 二期会 ロッシーニ『セヴィラの理髪師』アルマヴィヴァ伯爵[79]
- 1960年1月 二期会 カール・マリア・フォン・ウェーバー『魔弾の射手』マックス[80]
- 1960年3月 横浜勤労者音楽協議会 ヴェルディ『リゴレット』マントヴァ公爵[81]
- 1960年4月 大阪国際フェスティバル 山田耕筰『黒船』書記官、舟唄、盆踊りの唄[82]
- 1960年9月 二期会 京都市交響楽団 モーツァルト『魔笛』モノスタトス[83]
- 1960年11月 都民劇場 ワーグナー『ニュルンベルクの名歌手』（日本初演）ワルター・フォン・シュトルツィンク[84]
- 1960年11月 二期会 ニコライ『ウィンザーの陽気な女房たち』シュペアリッヒ[85][86]
- 1962年4月 - 5月 二期会 モーツァルト『フィガロの結婚』ドン・バジーリオ[87]
- 1962年5月 - 6月 二期会 ブリテン『真夏の夜の夢』フルート[88]
- 1962年10月 '62東京都芸術祭 レオンカヴァッロ『パリアッチ』カニオ[89]

- 1963年12月 ヨハン・シュトラウス2世『こうもり』ゲスト出演[90]
- 1976年2月 - 4月 民主音楽協会 清水脩『修善寺物語』源左金吾頼家[91]

## オペラ演出、指揮、制作、プロデューサー、総指揮、総監督等
昭和音楽大学オペラ情報センターの記録による。
- 1955年1月 二期會 清水脩『修善寺物語』演出（武智鉄二と共同）[56]
- 1960年4月 山田耕筰『黒船』歌唱指導[82]
- 1965年9月 東京芸術大学音楽学部オペラ研究部 モーツァルト『フィガロの結婚』総監督（ニコラ・ルッチと共同）[92]
- 1965年11月 二期会 ヴェルディ『オテロ』制作[93]、プロデューサー[94]
- 1968年5月 二期会関西支部 ビゼー『カルメン』総監督[95]
- 1970年9月 東京芸術大学音楽学部オペラ研究部 清水脩『修善寺物語』総監督[96]
- 1972年9月 東京芸術大学音楽学部オペラ研究部 マスカーニ『ロドレッタ』総監督[97]
- 1973年9月 東京芸術大学音楽学部オペラ研究部 モーツァルト『かまとと娘』総監督[98]
- 1974年9月 東京芸術大学音楽学部オペラ研究部 プッチーニ『外套』『ジャンニ・スキッキ』総監督[99]
- 1975年9月 東京芸術大学音楽学部オペラ研究部 プッチーニ『ラ・ボエーム』総監督[100]
- 1976年9月 - 10月 東京芸術大学音楽学部オペラ研究部 チレーア『アルルの女』総監督[101]
- 1977年9月 東京芸術大学音楽学部オペラ研究部 ジョルダーノ『聖母マリアの月』ヴォルフ＝フェッラーリ『スザンナの秘密』総監督[102]
- 1978年9月 東京芸術大学音楽学部オペラ研究部 ロッシーニ『婚約手形』プッチーニ『修道女アンジェリカ』総監督[103]
- 1979年9月 東京芸術大学音楽学部オペラ研究部 清水脩『修善寺物語』指揮、演出（河内節子と共同）[104]
- 1980年9月 横浜カントーレ 清水脩『歌い骸骨（1974年改訂版）』ジャン・カルロ・メノッティ『助けて、助けて、宇宙人がやって来た！』総監督[105]
- 1986年3月 長崎オペラ協会 ビゼー『カルメン』音楽総監督[106]
- 1987年3月 長崎県オペラ協会 プッチーニ『蝶々夫人』総指揮[107]

## 翻訳（訳詞）作品 ※宗近昭名義
昭和音楽大学オペラ情報センターの記録による。
- プッチーニ『ラ・ボエーム』1952年、1972年、1974年、1987年
- ヴェルディ『椿姫』1953年、1959年
- ヴェルディ『オテロ』1953年、1965年
- ヴェルディ『リゴレット』1953年、1971年、1975年、1984年
- ビゼー『カルメン』1954年、1955年、1956年、1957年、1959年、1968年、1970年、1972年、1974年、1975年、1976年、1978年-1979年、1987年、1988年、1988年（補筆: 村田健司）、1989年、1989年（補筆: 村田健司）、1990年（補筆: 村田健司）、1991年、1991年（補筆: 村田健司）、1992年（補筆: 村田健司）、1993年（補筆: 村田健司）、1996年、1996年（補筆: 村田健司）、1997年、2002年（補筆: 村田健司）
- ブリテン『ルクリーシア（ルクレーシアの凌辱）』1954年、1976年
- ブリテン『ピーター・グライムズ』1956年
- プッチーニ『お蝶夫人（蝶々夫人）』1957年、1963年、1967年、1968年、1969年、1970年、1971年、1973年、1974年、1975年、1977年、1978年、1979年、1980年、1981年、1982年、1983年、1984年、1986年、1987年、1991年、1992年
- モーツァルト『ドン・ジョヴァンニ』1957年、1961年、1968年
- レオンカヴァッロ『道化師』1962年

## 楽界活動
- 日本声楽発声楽会会長（発足当初は『発声指導法研究会』発起人の一人[109]）
- 1967年（昭和42年）二期会会長
- 第二国立劇場設立協議会専門委員

## 教育活動
1949年（昭和24年）から東京芸術大学の助教授となり、1963年（昭和38年）には東京芸術大学の教授に昇格した。1980年（昭和55年）の退官後は、活水女子短期大学教授を務めた。門下生は数多く、現在確認できるだけでも佐々木行綱、中澤桂、栗林義信、佐藤征一郎、岸本力、大倉由紀枝、豊田喜代美、林康子、武田正雄、饗場知昭、薦田義明、奈良ゆみ、熊谷卓、阿部純、岡坊久美子、小林加代子、佐藤康子、近藤はるみ、畑田弘美、岡西康子、門屋菊子、門前啓子、西田智朱子、湯浅茂子、宮田ひとみなどがおり、門下生の世代を考慮すると、他にも相当な人数がいると考えられる。

## 主なディスコグラフィー
1956年までの音源は国立国会図書館デジタルコレクションによる。
- 上海リル 西原武男[作詞] 山田栄一[編曲] 宗近明 日本ポリドール管弦楽団（ポリドール 商品番号 2302）1936年7月新譜[137]
- セント・ルイス・ブルース 西原武男[作詞] WILLIAM C HANDY[作曲] 細田定雄[編曲] 宗近明 日本ポリドール管弦楽団（ポリドール 商品番号 2302）
- 男声独唱 山のあなた 上田敏∥訳 BUSSE,CARL[作詞] 下総皖一[作曲] 柴田睦陸[声楽] 木下保[指揮] 東京音楽学校生徒（コロムビア（戦前） 商品番号 33434 1937-02）
- 男声独唱 わが太陽よ 妹尾幸陽[作詞] ナポリ民謡 柴田睦陸[声楽] 東京音楽学校生徒（コロムビア（戦前） 商品番号 33496 1937-11）
- 夏まつり 倉満南北[作詞] 松本四郎[作曲] 平茂夫[編曲] 柴田睦陸 日本ビクター管絃楽団[伴奏]（ビクター 商品番号 A-4100 1940-07）
- みんな兵士だ弾丸だ 軍事保護院[作詞] 飯田信夫[作曲] 飯田信夫[編曲] 楠木繁夫 由利あけみ 柴田睦陸[1988]（ビクター 商品番号 A-4123 1940-07）
- 国民進軍歌 下泰[作詞] 松田洋平[作曲] 橋本国彦[編曲] 徳山璉 四家文子 柴田睦陸 中村淑子（ビクター 商品番号 Ａ-4123 1940-08）
- 夏雲白く～興亜学生勤労報国隊の歌 橋本国彦[作曲] 橋本国彦[編曲] 柴田睦陸 東京音楽学校生徒 橋本国彦[指揮] 日本ビクター管弦楽団[伴奏]（ビクター 商品番号 A-4102 1940-08）
- ラ・クンパルシータ（La cumparsita） 原一介[作詞] CONTURSI PASCUAL[作詞] MARONI ENRIQUE PEDRO[作詞] Gerardo.H.Matos.Rodriguez[作曲] 桜井潔[編曲] 柴田睦陸[独唱] 桜井潔とその楽団（ビクター 商品番号 A-4087 1940-09）
- 勅語奉答 中村秋香[作詞] 小山作之助[作曲] 橋本国彦[編曲] 中村淑子 四家文子 柴田睦陸 徳山璉 日本ビクター管弦楽団[伴奏]（ビクター 商品番号 A-4121 1940-10）
- 明治節 堀沢周安[作詞] 杉江秀[作曲] 橋本国彦[編曲] 中村淑子 四家文子 柴田睦陸 徳山璉（ビクター 商品番号 A-4121 1940-10）
- 九段の誓い 鈴木静一[作曲] 鈴木静一[編曲] 柴田睦陸 中村淑子 日本ビクター管弦楽団[伴奏]（ビクター 商品番号 A-4140 1940-11）
- 出せ一億の底力 堀内敬三[作詞] 堀内敬三[作曲] 服部正[編曲] 柴田睦陸 大谷冽子 日本ビクター管弦楽団[伴奏]（ビクター 商品番号 A-4164 1940-12）
- 海を渡る荒鷲 勝承夫[作詞] 海軍軍楽隊[作曲] 海軍軍楽隊[編曲] 柴田睦陸 海軍軍楽隊 内藤清五[指揮]（ビクター 商品番号 A-4150 1941-01）
- 荒鷲奇襲戦 柴田睦陸 藤原亮子 日本ビクター管弦楽団[伴奏]（ビクター 商品番号 A-4157 1941-01）
- 国民協和の歌 中央協和会[作詞] 大政翼賛会[作詞] 橋本国彦[作曲] 橋本国彦[編曲] 中村淑子 柴田睦陸 日本ビクター管弦楽団[伴奏]（ビクター 商品番号 A-4158 1941-01）
- 護れ太平洋 武富邦茂[作詞] 瀬戸口藤吉[作曲] 柴田睦陸 四家文子 日本ビクター管弦楽団[伴奏]（ビクター 商品番号 A-4200 1941-03）
- 朝 島崎藤村[作詞] 小田進吾[作曲] 柴田睦陸 日本ビクター管弦楽団（ビクター 商品番号 A-4195 1941-04）
- 農民歌『国の幸』 西川好次郎[作詞] 村井恒雄[作曲] 弘田竜太郎[編曲] 徳山璉 柴田睦陸 中村淑子 水原美也子（ビクター 商品番号 A-4220 1941-07）
- 海の揺籃 柴田睦陸 日本ビクター管弦楽団[伴奏]（ビクター 商品番号 A-4227 1941-07）
- 別府行進曲 柴田睦陸 歌上艶子（ビクター 商品番号 Ａ-4229 1941-08）
- 北白川宮永久王殿下を悼み奉る歌 柴田睦陸 陸軍軍楽隊[伴奏]（ビクター 商品番号 A-4239 1941-08）
- 空襲なんぞ恐るべき 難波三十四中佐[作詞] 飯田信夫[作曲] 飯田信夫[編曲] 柴田睦陸 日本ビクター合唱団 日本ビクター管絃楽団（ビクター 商品番号 A-4260 1941-10）
- 大阪師団進軍歌 柴田睦陸（ビクター 商品番号 A-4259 1941-11）
- 朝だ元気で 八十島稔[作詞] 飯田信夫[作曲] 飯田信夫[編曲] 柴田睦陸 藤原亮子 日本ビクター管弦楽団[伴奏]（ビクター 商品番号 A-4269 1942-02）
- 大東亜決戦の歌 伊藤豊太[作詞] 海軍軍楽隊[作曲] 海軍軍楽隊[編曲] 波岡惣一郎 柴田睦陸 中村淑子 大谷冽子 海軍軍楽隊[伴奏]（ビクター 商品番号 A-4283 1942-02）
- ハワイ大海戦 北原白秋[作詞] 海軍軍楽隊[作曲] 柴田睦陸 藤原亮子 大谷洌子[ソプラノ]（ビクター 商品番号 A-4300）
- 星港撃滅 佐伯孝夫[作詞] 高木東六[作曲] 高木東六[編曲] 柴田睦陸（ビクター 商品番号 A-4301 1942-03）
- 大詔奉戴日の歌 尾崎喜八[作詞] 信時潔[作曲] 柴田睦陸 大谷洌子 管美沙緒（ビクター 商品番号 A-4302 1942-04）
- 毎日中学生新聞選定 中学生の歌『若い誇り』 小林金次郎[作詞] 勝承夫∥補作 堀内敬三[作曲] 飯田信夫[編曲] 柴田睦陸 ビクター合唱団[合唱] ビクター・オーケストラ[伴奏]（ビクター 商品番号 AE-113）
- 心の片隅 大木惇夫[作詞] 服部正[作曲] 服部正[編曲] 柴田睦陸 柴田喜代子 ビクター・オーケストラ（ビクター 商品番号 AE-197）
- 帰れソレントへ 宗近昭[作詞] ナポリ民謡 柴田睦陸 小林福子[ピアノ]（ビクター 商品番号 AE-216）
- 箱根八里（馬子唄） 團伊玖磨[作曲] 團伊玖磨[編曲] 柴田睦陸[テノール] 吉田雅夫[フルート] ビクター・オーケストラ[伴奏]（ビクター 商品番号 NK-3112）
- アヴェ・マリア（Ave Maria） 大木惇夫∥共訳 伊藤武夫∥共訳 PD[作曲] 飯田信夫[編曲] 柴田睦陸（ビクター 商品番号 V-40282 1949-12）
- 早稲田大学応援歌（六）紺碧の空 住治男[作詞] 古関裕而[作曲] 飯田信夫[編曲] 柴田睦陸 早稲田大学学生 日本ビクター管絃楽団[伴奏]（ビクター 商品番号 V-40625 1951-05）
- 城ケ島の雨 北原白秋[作詞] 橋本国彦[作曲] 團伊玖磨[編曲] 柴田睦陸 吉田雅夫[フルート] ビクター・オーケストラ[伴奏]（ビクター 商品番号 NK-3118 1952-03）
- 愛の星（エストレリータ）（Estrellita） M.Ponce[作詞] 井田誠一∥訳詞 M.Ponce[作曲] 松井八郎[編曲] 柴田睦陸（ビクター 商品番号 V-40877 1952-08）
- 愛の星（エストレリータ） 井田誠一∥訳詞 M.Ponce[作曲] 松井八郎[編曲] 柴田睦陸 ビクター・オーケストラ（ビクター 商品番号 NK-3126 1952-09）
- 夕鶴（一） 団伊玖磨∥オペラ作 団伊玖磨∥オペラ作 団伊玖磨[編曲] 大谷洌子 柴田睦陸 藤井典明[指揮] 秋元雅一朗 ビクター児童合唱団（ビクター 商品番号 NH-2032 1952-10）
- 夕鶴（二） 団伊玖磨∥オペラ作 団伊玖磨∥オペラ作 団伊玖磨[編曲] 大谷洌子 柴田睦陸 藤井典明[指揮] 秋元雅一朗 ビクター児童合唱団（ビクター 商品番号 NH-2032 1952-10）
- 夕鶴（三） 団伊玖磨∥オペラ作 団伊玖磨∥オペラ作 団伊玖磨[編曲] 大谷洌子 柴田睦陸 藤井典明[指揮] 秋元雅一朗 ビクター児童合唱団（ビクター 商品番号 NH-2033 1952-10）
- 夕鶴（四） 団伊玖磨∥オペラ作 団伊玖磨∥オペラ作 団伊玖磨[編曲] 大谷洌子 柴田睦陸 藤井典明[指揮] 秋元雅一朗 ビクター児童合唱団（ビクター 商品番号 NH-2033 1952-10）
- 夕鶴（五） 団伊玖磨∥オペラ作 団伊玖磨∥オペラ作 団伊玖磨[編曲] 大谷洌子 柴田睦陸 藤井典明[指揮] 秋元雅一朗 ビクター児童合唱団（ビクター 商品番号 NH-2034 1952-10）
- 夕鶴（六） 団伊玖磨∥オペラ作 団伊玖磨∥オペラ作 団伊玖磨[編曲] 大谷洌子 柴田睦陸 藤井典明[指揮] 秋元雅一朗 ビクター児童合唱団（ビクター 商品番号 NH-2034 1952-10）
- 夕鶴（七） 団伊玖磨∥オペラ作 団伊玖磨∥オペラ作 団伊玖磨[編曲] 大谷洌子 柴田睦陸 藤井典明[指揮] 秋元雅一朗 ビクター児童合唱団（ビクター 商品番号 NH-2035 1952-10）
- 夕鶴（八） 団伊玖磨∥オペラ作 団伊玖磨∥オペラ作 団伊玖磨[編曲] 大谷洌子 柴田睦陸 藤井典明[指揮] 秋元雅一朗 ビクター児童合唱団（ビクター 商品番号 NH-2035 1952-10）
- 国境の南 井田誠一∥訳詞 Michael Carr[作曲] 松井八郎[編曲] 柴田睦陸 ビクター・オーケストラ[伴奏]（ビクター 商品番号 NK-3130 1952-11）
- カミニト（CAMINITO） G.Coria Penaloza[作詞] 宗近昭∥訳詞 J.De Dios Filiberto[作曲] 清水保雄[編曲] 柴田睦陸 ビクター・オーケストラ[伴奏]（ビクター 商品番号 NK-3130 1952）
- さらば草原よ（Adios pampa mia） I.Pelay[作詞] 井田誠一∥訳詞 F.Canaro[作曲] M.Mores[作曲] 清水保雄[編曲] 柴田睦陸（ビクター 商品番号 V-40877 1952）
- 恋人よ我に帰れ（Lover Come Back to Me） O.Hammerstein 2世[作詞] 宗近明∥訳詞 S.Romberg[作曲] 松井八郎[編曲] 柴田睦陸 ビクター・オーケストラ[伴奏]（ビクター 商品番号 A-5063 1953-01）
- 告白（Confesion） E.S.Discepolo[作詞] AMADORI LUIS CESAR[作詞] 宗近明∥訳詞 DISCEPOLO E S[作曲] 清水保雄[編曲] 柴田睦陸 ビクター・オーケストラ[伴奏]（ビクター 商品番号 A-5063 1953-01）
- 煙が目にしみる（Smoke Gets In Your Eyes） O.Harbach[作詞] 井田誠一∥訳詞 J.Kern[作曲] 松井八郎[編曲] 柴田睦陸 ビクター・オーケストラ[伴奏]（ビクター 商品番号 A-5115 1953-06）
- 夜も昼も（Night And Day） Cole Porter[作詞] 井田誠一∥訳詞 Cole Porter[作曲] 松井八郎[編曲] 柴田睦陸 ビクター・オーケストラ[伴奏]（ビクター 商品番号 A-5115 1953-07）
- 日本体操祭の歌 重園贇雄[作詞] 服部正[作曲] 服部正[編曲] 柴田睦陸 ビクター・オーケストラ[伴奏]（ビクター 商品番号 AE-292 1956-04）
- CD2枚組 永遠のテナー/柴田睦陸名唱集 1988年
- CD8枚組 タンゴ・エン・ハポン 日本のタンゴの先駆者たち オムニバス 1999年
- CD 戦中歌年鑑(4)昭和14 - 16年 オムニバス 2006年
- CD 戦中歌年鑑(5)昭和17 - 19年 オムニバス 2006年
- CD3枚組 永遠のテナー 柴田睦陸 生誕100年記念盤 日本伝統文化振興財団 2013年
- CD 日本の流行歌スターたち(28)柴田睦陸 2020年

## 著書等
- ベートーヴェン第9交響曲合唱の歌い方 単行本 ? 2020/3/3 Carl Eberhardt（著）柴田睦陸（監修）川口豊（翻訳）ISBN 978-4883952274

## 執筆・掲載記事
国会図書館デジタルコレクションによる。
- 音楽芸術 6(11)（音楽之友社 1948-12）｢聲｣への不滿 / 柴田睦陸
- 音楽芸術 7(12)（音楽之友社 1949-12）聲樂評 / 柴田睦陸
- 音楽の友 8(4) 臨時増刊（音楽之友社 1950-04-25）ブラームス曲「永遠の愛について」/ 柴田睦陸
- 音楽芸術 9(3)（音楽之友社 1951-03）テノール馬鹿 / 柴田睦陸
- 音楽の友 9(5) 五月号（音楽之友社 1951-05-01）音樂おくにめぐり「中國地方」の卷 / 柴田睦陸
- 音楽生活 2(5)（教育出版 1951-06）中山悌一への期待--オペラをすすめる / 柴田睦陸
- 音楽芸術 9(9)（音楽之友社 1951-09）技術批評の限界とその限度 / 柴田睦陸
- フィルハーモニー 23(9)（NHK交響楽団 1951-10）K･ウエス氏の初放送を聞いて / 柴田睦陸
- 音楽の友 10(4) 四月号（音楽之友社 1952-04-01）ベルリオーズのフアウストの劫罰 / 柴田睦陸
- レコード芸術 1(4)（音楽之友社 1952-06）寝ねざりし感激の夜--ヒュッシュ・トラウベルを聴いて / 柴田睦陸
- 音楽の友 10(8) 八月号（音楽之友社 1952-08-01）我が音楽青春時代 随筆 / 柴田睦陸
- レコード芸術 1(6)（音楽之友社 1952-08）演奏家とレコード--ある声楽家の場合 / 柴田睦陸
- 音楽芸術 11(1)（音楽之友社 1953-01）中山悌一 / 柴田睦陸
- 音楽芸術 11(2)（音楽之友社 1953-02）愚人の手記 / 柴田睦陸
- 音楽の友 11(2) 二月号（音楽之友社 1953-02-01）ファンレターへの回答/柴田睦陸 伊藤京子
- 音楽の友 11(5) 五月号（音楽之友社 1953-05-01）声楽家志望の方へ/柴田睦陸
- レコード芸術 2(7)（音楽之友社 1953-07）口繪 ルートウィッヒ・ヘルシャー デルタ・リズム・ボーイズ セルとクリーヴランド交響樂團 蓄音機拜見 柴田睦陸氏の卷
- 音楽の友 11(8) 八月号（音楽之友社 1953-08-01）オペラ歌手としての私の長短/川崎静子 柴田睦陸 伊藤亘行
- 音楽の鑑賞 音楽とともに（河出新書 第12）/ 吉田秀和 編（河出書房 1953）駒の行方 柴田睦陸
- 音楽の友 11(9) 九月号（音楽之友社 1953-09-01）中山悌一君へ/柴田睦陸
- 音楽の友 11(11) 十一月号（音楽之友社 1953-11-01）ヴェルディ・プッチーニのことなど/柴田睦陸
- 音楽の友 11(12) 十二月号（音楽之友社 1953-12-01）トビラ 竹に寄す/柴田睦陸
- 音楽の友 12(1) 新年特大号（音楽之友社 1954-01-01）二期会と大いに語る/柴田睦陸 佐々木成子 川崎静子 伊藤亘行 河内正三 本誌記者
- 音楽芸術 12(3)（音楽之友社 1954-03）発声論-1- / 柴田睦陸
- 音楽芸術 12(5)（音楽之友社 1954-05）発声論-2- / 柴田睦陸
- 音楽芸術 12(6)（音楽之友社 1954-06）タツリアヴイニ氏を聴いて / 柴田睦陸
- 音楽芸術 12(7)（音楽之友社 1954-07）発声論-3- / 柴田睦陸
- 音楽芸術 12(9)（音楽之友社 1954-09）発声論-4- / 柴田睦陸
- 音楽の友 12(9) 九月号（音楽之友社 1954-09-01）グラビア頁 柴田睦陸夫妻の音楽と生活/丹野章 音楽と生活を語る/柴田睦陸 柴田喜代子
- ボオム 3(10)（音楽と舞踊社 1954-10）邦譯歌劇の「譯詞」について/宗近昭
- 音楽の友 13(4) 四月号（音楽之友社 1955-04-01）声楽家から作曲家へ/柴田睦陸 秋元雅一朗 内田るり子
- 音楽の友 13(6) 六月号（音楽之友社 1955-06-01）口絵〝愛弟子を語る〟井口基成、柴田睦陸、池内友次郞、古沢淑子、「恋歌」、「アイーダ」「シンデレラ」/井口基成 柴田睦陸 池内友次郞 隨想 春に思う/金沢桂子 林リリ子 柴田睦陸
- 音楽の友 13(7) 七月号（音楽之友社 1955-07-01）レコードになった〝修禅寺物語〟/清水脩 柴田睦陸 有坂愛彦
- 音楽の友 13(12) 十二月号（音楽之友社 1955-12-01）オペラに生きる 御夫妻座談会/タリアヴィーニ タッシナーリ 柴田睦陸 柴田喜代子
- 音楽芸術 14(2)（音楽之友社 1956-02）親展的書簡 / 柴田睦陸
- 音楽の友 14(2) 二月号（音楽之友社 1956-02-01）音楽家の自画像/大谷冽子 長門美保 小倉朗 柴田睦陸 宮本良平 石川滋彦
- 温泉 24(3)（日本温泉協会 1956-03）旅のことなど / 柴田睦陸
- 音楽の友 14(6) 六月号（音楽之友社 1956-06-01）でたらめの始まり/柴田睦陸
- 音楽の友 14(10) 十月号（音楽之友社 1956-10-01）声楽家「柴田睦陸」/秋元雅一朗 オペラの観どころ・聴きどころ/柴田睦陸 友部光子
- 音楽の友 14(12) 十二月号（音楽之友社 1956-12-01）座談会 イタリア・オペラを観て/石津憲一 柴田睦陸 杉村春子 野村光一
- 音楽の友 15(1) 新年号（音楽之友社 1957-01-01）〈尊い脇役時代の体験〉タッデイ、シミオナートと語る/川崎静子 柴田睦陸
- 音楽の友 15(2) 二月号（音楽之友社 1957-02-01）書評/門馬直衛 牧定忠 秋山日出夫 目賀芳音 柴田睦陸 佐藤美子
- 音楽の友 15(4) 四月号（音楽之友社 1957-04-01）自家用車・拝見 黛敏郞 石井歓 清水脩 柴田睦陸/黛敏郎 石井歓 清水脩 柴田睦陸 オペラとは違う演出法〈中山悌一氏に訊く〉/柴田睦陸
- 音楽の友 15(4) 臨時増刊（音楽之友社 1957-04-15）随想/古沢淑子 柴田睦陸 三枝喜美子 川崎静子 私の場合/柴田睦陸
- 音楽の友 15(5) 五月号（音楽之友社 1957-05-01）伝統の打破を/柴田睦陸
- 教育音楽 1(3) 日本教育音楽協会 編（音楽之友社 1957-06）アンケート 私の印象に残った最初の名曲･名盤 / 植野豊子 柴田睦陸 平井康三郎 堀内敬三
- 婦人生活 11(8)（婦人生活社 1957-08）わが結婚記（柴田睦陸氏）
- 音楽の友 15(10) 十月号（音楽之友社 1957-10-01）オペラを観る人のために/柴田睦陸
- 週刊読売=The Yomiuri weekly 16(50)（読売新聞社 1957-11）ご主人採点 柴田睦陸さん / 柴田喜代子
- 音楽の友 16(3) 三月号（音楽之友社 1958-03-01）柴田睦陸物語 よき時代に生きて/寺崎浩 グラビア 私のアルバムから 柴田睦陸夫妻
- フィルハーモニー 30(4)（NHK交響楽団 1958-04）柴田睦陸のプロフィール / 細野達也
- 芸術新潮 10(3)（新潮社 1959-03）再来イタリアオペラ / 中村光夫 柴田睦陸 マルセル・グリリー
- 週刊読売=The Yomiuri weekly 18(4)（読売新聞社 1959-01）男と女(23)柴田睦陸･喜代子さん夫妻 / 久野修男
- 宗教音楽におけるラテン語の読み方 小泉功 著（カワイ楽譜 1959）序に寄せて 柴田睦陸
- 音楽の友 19(8) 8月号（音楽之友社 1961-08-01）柴田睦陸
- 音楽の友 19(9) 9月号（音楽之友社 1961-09-01）現役最高の魅力歌手 デル・モナコ/柴田睦陸
- 音楽大学・学校案内 昭和37年度（音楽之友社 1961）柴田睦陸
- 音楽の友 20(1) 1月号（音楽之友社 1962-01-01）コールユーブンゲン礼讃/城多又兵衛 柴田睦陸 柴田喜代子
- 音楽の友 20(2) 2月号（音楽之友社 1962-02-01）リードとカンツォーネ/柴田睦陸
- 音楽の友 20(3) 3月号（音楽之友社 1962-03-01）座談会 音楽家の生活/柴田睦陸 三枝喜美子 伊藤京子 瓜生幸子 野村光一
- 新週刊 2(19)（新週刊社 1962-05）囲碁てんぐ道場 / 柴田睦陸 本田輝子
- 音楽の現場 芥川也寸志 著（音楽之友社 1962）〈その五〉足と腰と音楽に関する柴田睦陸氏の説
- 音楽の友 21(3)（音楽之友社 1963-02）ディスク・レヴュー 近く発売されるオペラ・レコード 「ラ・ボェーム」 / 柴田睦陸
- 音楽の友 21(9)（音楽之友社 1963-07）柴田睦陸
- レコード芸術 12(12)(143)（音楽之友社 1963-09）特集--急騰するイタリア ドイツ オペラ株 座談会--独伊オペラのみどころききどころ / 大木正興 柴田睦陸 佐々木行綱 宮澤縦一
- 音楽の友 21(11)（音楽之友社 1963-09）世界のオペラ教育みてある記 / 柴田睦陸 宮沢縦一
- 音楽の友 22(4)（音楽之友社 1964-04）レコード・ライブラリー レコードを通じての往復書簡 カラヤンの指揮した≪トスカ≫ / 村田武雄 柴田睦陸
- 音楽の友 23(3)（音楽之友社 1965-03）●特別座談会 オペラ界の新しい道 / 藤原義江 柴田睦陸 砂田光子 高崎保男 （司会）伊奈一男
- 宗教音楽におけるラテン語の読み方 小泉功 著（カワイ楽譜 1965）序に寄せて 柴田睦陸
- 音楽の友 24(1)（音楽之友社 1966-01）オーディオ・ABC オーディオ・ファン探訪 柴田睦陸氏 / とみおか鉄瓶
- 悲劇喜劇 20(1)(195)（早川書房 1967-01）オペラの舞台創造について オペラの演技 / 柴田睦陸
- レコード芸術 16(4)(191)（音楽之友社 1967-04）読者の広場 新刊書評 / 柴田睦陸 大町陽一郎
- 音楽の友 26(11)（音楽之友社 1968-10）グラビア 音楽一家 / 田中希代子・千香士 柴田睦陸・希代子 林リリ子・光 松平頼則・頼暁 鷲見三郎・四郎・五郎・健章 磯英男・良男・恒男 中村健・邦子 栗本正・尊子 声楽 現代日本の声楽家102人 柴田喜代子・柴田睦陸・下野昇 / 岩井宏之 菅野浩和 辻井英世 中河原理 福原信夫 横溝亮一
- 音楽の友 27(3)（音楽之友社 1969-03）カラー口絵 ちょっと拝見 柴田睦陸氏 / 柴田睦陸
- 教育じほう (5)(257)（東京都新教育研究会 1969-05）特集 子ともを伸ばす学級･学校経営 子どもを伸ばすということ / 広瀬秀雄 八杉竜一 斉藤慶子 真下孝雄 杉山四郎 柴田睦陸
- 日本及日本人（陽春）(1528)（J&Jコーポレーション 1975-03）｢言葉｣ / 柴田睦陸
- 音楽の友 35(6)（音楽之友社 1977-06）書評 / 柴田睦陸
- 音楽現代 8(2)(82)（芸術現代社 1978-02）ぴーぷる--柴田睦陸 / 宮沢縦一
- かんきょう 3(6)(14)（ぎょうせい 1978-11）心のみどり / 柴田睦陸
- 音楽芸術 39(4)（音楽之友社 1981-04）気骨の士･明治の灯が消ゆ－増沢健美先生を偲んで / 柴田睦陸
- 音楽の友 40(4)（音楽之友社 1982-04）連載 斜眼青眼・音楽人物誌(33)創立30年の「二期会」生みの親 柴田睦陸 / 木村英二
- 音楽芸術 43(7)（音楽之友社 1985-07）トピックス｢人｣春の叙勲を受章した柴田睦陸-佐々木行綱/ミュージック･フロム･ジャパン10周年記念シーズンを終えた三浦尚之/日本モーツァルト音楽コンクール/第1回国際オーボエコンクール/第1回神戸国際フルート･コンクール
- 文化庁月報 (9)(204)（ぎょうせい 1985-09）〈第二国立劇場〉思いつくままに / 柴田睦陸
- 音楽芸術 46(4)（音楽之友社 1988-04）声楽界への多大な貢献－柴田睦陸氏を偲ぶ / 渡邊高之助
- 音楽の友 46(4)（音楽之友社 1988-04）柴田睦陸先生を偲んで / 佐々木行綱
- 柴田睦陸「「呼吸」と「声区」--実践より逆算した基礎理論」『東京芸術大学音楽学部年誌』第4号、東京芸術大学音楽学部、1979年、25-66頁、ISSN 02872048、NAID 40004071717。
- 柴田睦陸「オペラの演技」『悲劇喜劇』第20巻第1号、早川書房、1967年1月、32-34頁、ISSN 13425404、NAID 40003220924。
- 細野達也「柴田睦陸のプロフィール」『フィルハーモニー』第30巻第4号、NHK交響楽団、1958年4月、28-30頁、ISSN 13445693、NAID 40003301520。
- 柴田睦陸「音楽の愉しみ」『教育音楽』第11巻第7号、音楽之友社、1956年7月、ISSN 03887472、NAID 40000688739。

## NHK紅白歌合戦出場歴
| 年度/放送回              | 曲目               | 対戦相手 |
| ------------------------ | ------------------ | -------- |
| 1955年（昭和30年）/第6回 | ラ・クンパルシータ | 大谷洌子 |